# Škrkavkovití
Škrkavkovití (Ascarididae) je čeleď střevních hlístic parazitujících zejména u suchozemských obratlovců. Některým druhům slouží jako paratenický hostitel řada drobných obratlovců či bezobratlých.

## Přehled rodů
- Ascaris
- Baylisascaris
- Parascaris
- Porrocaecum
- Toxascaris